# 親子電車
親子電車（おやこでんしゃ）は、路面電車において輸送力を増強するため、電動車に付随車を牽引させた編成の俗称。日本では以下の事業者に「親子電車」と呼ばれる物が存在した。
- 札幌市電
- 東京都電
- 名古屋市電
- 京都市電

## 札幌市電
詳細は札幌市交通局M100形電車の項目を参照。日本の親子電車としては、新製かつ運転台を備えた専用トレーラー（つまり制御車である）を用意した唯一の事例である。

## 東京都電
太平洋戦争中の1943年（昭和18年）に輸送力不足を補うため、試験的に電動車で付随車を牽引する運行が行われた。都電の場合、特異なのは付随車に用いられたのが、燃料不足で運行できなくなったバスを改造した車両だったことである。車体は2台のバスの車体後部を切断して切断面同士を接合し製作した。実用には供せずに終わった。

## 名古屋市電

### 概要
戦時中、軍需工場への通勤者の増加により、市電の混雑は激しさを増していた。一方、徴兵による整備士不足が原因となる車両故障も頻発し、更には予算と資材の不足から、新車の投入もままならなかった。車両不足による混雑は一層深刻となり、苦肉の策として編み出されたのが付随車の連結であった。
当時、名古屋市電ではボギー車への移行が進み、2600形のような連接車も現れてはいたが、その一方で、一部の単車は老朽化が進んでいた。そのため、旧型単車からまだ使用可能な電装品を取り外して電動車の整備にあて、付随車となった車両本体をボギー車のLB形で牽引することとした。
計5編成が組まれ、1942年（昭和17年）1月19日より運行を開始した。ボギー車の方には、付随車へ室内灯電力を供給するためのコンセントを方向幕窓に付けた程度で外観上の変化はなかったが、単車の方はその他に後部デッキへ網戸を取り付けて締切り、前部だけで乗降を取り扱うようにした。
付随車の連結により速度はあまり出ず、更には後方の状況を確認せずに走行し、単車が激しく揺れることもあったという。
戦争末期には空襲に遭い、電動車、付随車とも何両かが被災したが、戦後には、残った単車に再度電装が施され、再び単独運行を行うようになった。名古屋市電における単車の全廃は1956年（昭和31年）11月25日である。

### 親子電車に用いられた車両
- 単車（付随車化した被牽引車） - 140・313・315・321・371（LSC形）
- ボギー車（牽引車） - 1039 - 1043（LB形）

## 京都市電

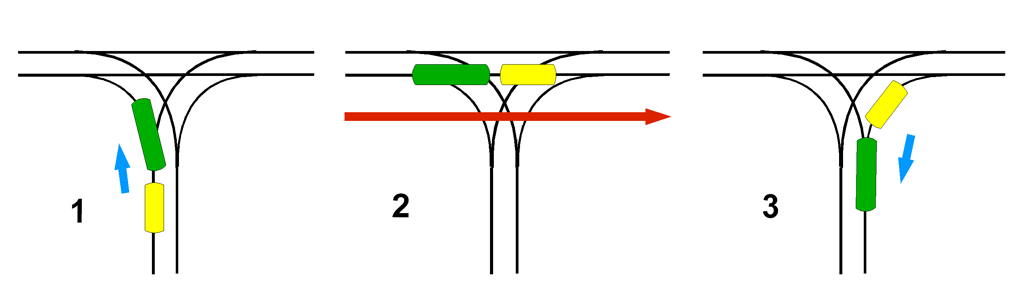
T形方向転換

京都市では戦災はほとんどなかったものの、やはり戦争中から輸送量が急増して混雑がひどくなったうえ、部品の不足から稼動車両が減少する事態に陥った。最初に親子電車を計画したのは太平洋戦争中である。1945年（昭和20年）5月10日付で運輸省に対して申請書が提出されている。600形がモーター故障で休車状態の四輪単車を牽引するという内容で、ターミナルにおいては一度トレーラーを切り離し、元の牽引車が折り返していった後に次に来た電動車と連結して折り返すという運用の予定であった。しかし、この申請書はなぜか受理されなかったため、戦後の1947年（昭和22年）2月28日付で改めて申請を出し直している。このときは、トレーラーが1形22両と明確にされたほか、折り返しに際しては「T形方向転換」（デルタ線を利用した方向転換）を行うとされ、前回申請に書かれた切り離しは行わない形になっている。この再提出した申請書が受理され、同年12月10日からは、600形に電動機を取り外した1形を連結した親子電車が運転されるようになった。
運行系統は
- 烏丸車庫前 - （烏丸通） - 京都駅前
- 烏丸車庫前 - （烏丸通） - 烏丸今出川 - （今出川通） - 河原町今出川 - （河原町通） - 京都駅前
- 烏丸車庫前 - （北大路通） - 千本北大路 - （千本通） - 四条大宮 - （大宮通） - 九条大宮
- 四条通 - 東山通 - 今出川通 - 千本通（循環）

であった（二番目と三番目をつなげると当時の5系統、また最後は1系統に相当。一番目は複数の系統がある）。当時京都駅前にはループ線があったが親子電車はループ線には入らず塩小路通と烏丸通で「T形方向転換」が行われていた。
1948年（昭和23年）10月20日までこの形態の編成が使用された。